# Con la bava alla bocca
Con la bava alla bocca (Albino) è un film del 1976 diretto da Jürgen Goslar.
Il film è basato sul libro The Whispering Death di Daniel Carney.